# ابن باز
سماحة الشيخ مُفتي المملكة أبو عبد الله عبد العزيز بن عبد الله بن عبد الرحمن بن محمد بن عبد الله آل باز، ويُعرف اختصارًا بـ ابن باز (1330- 1420 هـ / 1912- 1999 م)، عالم دين سعودي، وقاضٍ وفقيه ومحدِّث. وُلِدَ في الرياض لأسرة علم، وتلقى علومه من مشايخ وعلماء بلدته، شغل منصب المفتي العام في المملكة العربية السعودية منذ عام 1413هـ/ 1992م حتى وفاته، إضافة إلى رئاسة هيئة كبار العلماء السعودية، ورئاسة إدارة البحوث العلمية والإفتاء، ورئاسة المجلس التأسيسي لرابطة العالم الإسلامي، ورئاسة المجمع الفقهي الإسلامي. وشغل منصب مدير الجامعة الإسلامية في المدينة المنورة خمس سنوات. حصل ابن باز على جائزة الملك فيصل لخدمة الإسلام سنة 1402هـ/ 1982م.
بلغت مؤلفات ابن باز أكثر من 41 كتابًا، شملت العديد من علوم الشريعة من فقه وعقيدة وفتوى وفكر إسلامي، والعديد من الردود على المذاهب والفرق الدينية والفكرية التي نشأت سابقًا وحديثًا، هذا عدا عشرات الرسائل الصغيرة.

الشيخ ابن باز مع الملك فيصل عام 1964

يُعَدُّ ابن باز أحد كبار علماء أهل السنة والجماعة في عصره، وحظى بإكبار وإجلال معظم مشايخ عصره في أرجاء العالم الإسلامي، أما علماء السلفية فيعدونه إمام عصرهم، فهذا محمد ناصر الدين الألباني يقول «هو مجدد هذا القرن»، ويقول عبد الرزاق عفيفي: «ابن باز طراز غير علماء هذا الزمان، ابن باز من بقايا العلماء الأولين القدامى في علمه وأخلاقه ونشاطه»، ويقول محمد السبيل: «الشيخ ابن باز هو إمام أهل السنة في زمانه».

## مولده ونشأته
هو عبد العزيز بن عبد الله بن عبد الرحمن بن محمد بن عبد الله آل باز، أصل الأسرة من المدينة المنورة، انتقل أحدُ أجدادهم منها إلى الدرعية، ثم انتقلوا منها إلى حوطة بني تميم، وهو من أسرة علمية ينتمي إليها مجموعة من العلماء والقضاة.
وُلِدَ في الرياض في 12 ذي الحِجَّة 1330هـ الموافق 22 نوفمبر 1912م، وقد كان مبصرًا في أول حياته وأصابه مرضٌ في عينيه عام 1346 هـ وعمره ستة عشر عامًا، فضعُف بصره عام 1346هـ، وعمره حينذاك عشرون سنة [مفارقة تاريخية]، ثم ذهب كله في عام 1350هـ. توفي والد ابن باز وهو صغير فلا يذكُره، أما والدته فقد توفيت وعمره خمس وعشرون سنة، وقد كان في صباه ضعيف البنية، ولم يستطع المشي إلا بعد أن بلغ الثالثة من عمره، وقد أجاد الكتابة والقراءة في صباه قبل أن يذهب بصره، يقول ابن باز: «أنا أقرأ وأكتب قبل أن يذهب بصري، ولي تعليقات على بعض الكتب التي قرأتها على المشايخ مثل الآجرومية في النحو، وغيرها».

## تعليمه
نشأ ابن باز في بيئة علم شرعي، إذ كانت الرياض في ذلك الوقت بلدة علم، يسكن فيها عدد كبير من كبار العلماء وأئمة الدين، فبدأ بتلقي العلم على علماء الرياض ومكة المكرمة؛ فبدأ بدراسة وحفظ القرآن الكريم كما هي عادة علماء السلف، فحفظ القرآن قبل أن يتم مرحلة البلوغ، ثم بدأ بعدها بطلب العلم الشرعي على يد علماء بلدته الرياض. يقول ابن باز: «بدأت الدراسة من الصغر، فحفظت القرآن الكريم قبل البلوغ على يد الشيخ عبد الله بن مفيريج، ثم بدأت في تلقي العلوم الشرعية والعربية على أيدي كثير من علماء الرياض.»

## شيوخه
من أشهر شيوخه:
- محمد بن إبراهيم بن عبد اللطيف آل الشيخ: وقد لزم حلقاته صباحًا ومساءً، وحضر كل ما يقرأ عليه، ثم قرأ عليه جميع المواد التي درسها في الحديث والعقيدة، والفقه والنحو والفرائض، وقرأ عليه شيئًا كثيرًا من التفسير والتاريخ والسيرة النبوية، نحوًا من عشر سنوات. وتلقى عنه جميع العلوم الشرعية ابتداءً من سنة 1347 هـ حتى سنة 1357 هـ، وهو الذي رشَّحَه للقضاء[7] في الخرج، في جُمادى الآخرة من عام 1357هـ وباشر عمله بالقضاء بالخرج، وكان مقر إقامته الدلم في نهاية شهر شعبان واستمر حتى عام 1371هـ.
- صالح بن عبد العزيز بن عبد الرحمن.
- سعد بن حمد بن عتيق قاضي الرياض.
- حمد بن فارس: في علم النحو.
- سعد وقاص البخاري: في علم التجويد، وهو من علماء مكة البارزين في التجويد.[8]

## أعماله
أول عمل تولاه ابن باز هو القضاء، حيث عُيِّنَ قاضيًا في بلدة الدلم، من عام 1357 هـ حتى عام 1371 هـ، وفي هذه الفترة عمل أيضًا إمامًا وخطيبًا لمسجد عمه الشيخ عبد الله المعروف بمسجد الشيخ، كما كان يقوم بالتدريس فيه حتى قبيل وفاته،  وقد تتلمذ على يديه عدد من العلماء والقضاة منهم: راشد بن صالح بن خنين وعبد الله بن حسن بن قعود ومحمد بن صالح العثيمين وعبد الله بن جبرين وعبد الله بن عبد المحسن التركي وصالح بن عبد الرحمن الأطرم وصالح اللحيدان وصالح الفوزان أعضاء هيئة كبار العلماء، والقاضي عبد الله بن عبد الرحمن الكنهل، والشيخ عبد المحسن العباد آل بدر والقاضي سعيد بن عبد الله بن عياش، وعبد الرحمن البراك، وعبد العزيز الراجحي وربيع بن هادي المدخلي وغيرهم الكثير. وفي عام 1371 هـ انتقل للتدريس في المعهد العلمي في الرياض، ثم انتقل إلى كلية الشريعة واستمر فيها حتى عام 1381 هـ، وكان في هذه الفترة يؤم المصلين في جامع الإمام تركي بن عبد الله في الرياض، ويقوم بإلقاء الدروس في المسجد.
وفي عام 1381 هـ انتقل ابن باز إلى المدينة النبوية، ليعمل نائبًا لرئيس الجامعة الإسلامية الشيخ محمد بن إبراهيم آل الشيخ، وكان في المدينة المنورة يلقي الدروس في المسجد النبوي الشريف بين المغرب والعشاء عدا ليلة الثلاثاء، وفي عام 1390 هـ صدر الأمر الملكي بتعيينه رئيسًا للجامعة الإسلامية في المدينة المنورة، وفي شهر شوال من عام 1395 هـ انتقل ابن باز إلى الرياض وعين رئيسًا لإدارة البحوث العلمية والإفتاء والدعوة والإرشاد برتبة وزير، وفي تلك الفترة تولى إمامة جامع الإمام تركي بن عبد الله، واستمر فيه حتى هدم الجامع، وبعدما أعيد بناؤه من جديد كتب ابن باز لولاة الأمور مقترحًا عليهم أن يُعَيِّنَ عبد العزيز بن عبد الله آل الشيخ إمامًا للجامع، واستجيب لطلبه وعين آل الشيخ إمامًا للجامع، كما كان في الوقت نفسه رئيسًا لمجالس رابطة العالم الإسلامي، ورئيسًا للمجمع الفقهي الإسلامي، ورئيسًا للمجلس الأعلى العالمي للمساجد، ورئيسًا للمجلس التأسيسي لرابطة العالم الإسلامي، وفي عام 1414 هـ صدر أمر ملكي بتعيينه مفتيًا عامًا للمملكة العربية السعودية، ورئيسًا لهيئة كبار العلماء، ورئيسًا للجنة الدائمة للبحوث العلمية والإفتاء، ورئيساً لرابطة العالم الإسلامي، كما عمل ابن باز رئيسًا لدار الحديث الخيرية في مكة المكرمة التي تأسست عام 1352 هـ.
في عام 1369 هـ عرض ابن باز على الملك عبد العزيز فكرة إنشاء معهد علمي في الرياض، فأمر الملك عبد العزيز بإنشاء معهد علمي في مدينة الرياض، وأسند إدارته لابن باز، وتم افتتاح المعهد عام 1370 هـ، وأسند ابن باز إدارة المعهد إلى عبد اللطيف بن إبراهيم، وفي عام 1373 هـ تم افتتاح كلية الشريعة في الرياض، فالتحق بها خريجو المعهد العلمي، وفي عام 1374 هـ تحصل ابن باز بصفته مديرًا للمعهد العلمي على أمر ملكي يخوله افتتاح فروع للمعهد العلمي في الرياض، وأمر ابن باز بافتتاح ستة معاهد علمية في كل من بريدة وشقراء والأحساء والمجمعة ومكة المكرمة وصامطة التابعة لإمارة جازان، ثم بدأت فروع المعهد بالانتشار حتى شمل كل أرجاء المملكة العربية السعودية.

### رئاسة الجامعة الإسلامية
عُيِّنَ ابن باز في عام 1381 هـ نائبًا لرئيس الجامعة الإسلامية بالمدينة المنورة، واستمر نائبًا حتى عام 1390 هـ، ثم بعد ذلك تولى رئاسة الجامعة بعد وفاة رئيسها محمد بن إبراهيم آل الشيخ، من عام 1390 هـ حتى عام 1395 هـ،  أخذ ابن باز في تلك الفترة في التوسع نحو امتداد الدعوة إلى خارج المملكة العربية السعودية، ولم يقف نشاط الجامعة العلمي والعملي عند حدود الجامعة وحدها، بل امتد إلى مناطق كثيرة في العالم الإسلامي، فانتُدب المدرسون باسم الجامعة للتدريس في أكثر من مؤسسة علمية، أو مدرسة وجامعة أثرية، بخاصة في الهند وإفريقية وباكستان، بالإضافة للمتفوقين من خريجي الجامعة، الذين قدمهم إلى مجلس الدعوة الإسلامية بالرياض، من أجل انتدابهم لخدمة الدعوة في بلادهم وغير بلادهم.

## مفتي السعودية
في عام 1395 هـ صدر أمر ملكي بتعيين ابن باز في منصب الرئيس العام لإدارات البحوث العلمية والإفتاء والدعوة والإرشاد برتبة وزير، وظل في هذا المنصب مدة ثمانية عشر عامًا، حتى عام 1413 هـ حيث صدر أمر ملكي بتعيينه في منصب مفتي عام المملكة السعودية بالإضافة إلى رئاسة هيئة كبار العلماء، ورئاسة إدارة البحوث العلمية والإفتاء، وظل في هذا المنصب مدة سبع سنوات، حتى وفاته في عام 1420 هـ.

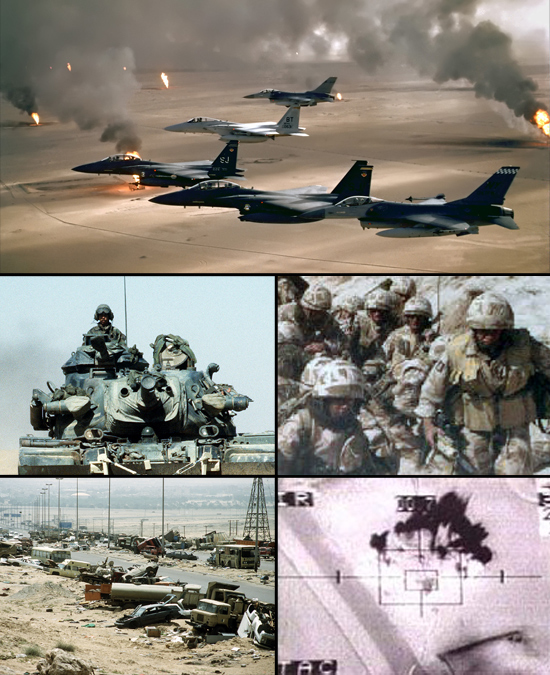
حرب الخليج الثانية حيث أفتى بجواز الاستعانة بغير المسلمين.

وكان من أبرز فتاوى ابن باز جواز الاستعانة بدول التحالف لتحرير الكويت في حرب الخليج الثانية، يقول ابن باز في فتواه: «وأما ما وقع من الحكومة السعودية من طلب الاستعانة من دول شتى للدفاع وحماية أقطار المسلمين لأن عدوهم لا يؤمن هجومه عليهم، كما هجم على دولة الكويت فهذا لا بأس به، وقد صدر من هيئة كبار العلماء وأنا واحد منهم، بيان بذلك أذيع في الإذاعة ونشر في الصحف، وهذا لا شك في جوازه، إذ لا بأس أن يستعين المسلمون بغيرهم للدفاع عن بلاد المسلمين وحمايتهم وصد العدوان عنهم، وليس هذا من نصر الكفار على المسلمين الذي ذكره العلماء في باب حكم المرتد، فذاك أن ينصر المسلم الكافر على إخوانه المسلمين، فهذا هو الذي لا يجوز، أما أن يستعين المسلم بكافر ليدفع شر كافر آخر أو مسلم معتد، أو يخشى عدوانه فهذا لا بأس به وقد ثبت عنه صلى الله عليه وسلم استعان بدروع أخذها من صفوان بن أمية استعارها منه، وكان صفوان كافرًا في قتال له لثقيف يوم حنين، وكانت خزاعة مسلمها وكافرها مع النبي صلى الله عليه وسلم في قتاله لكفار قريش يوم الفتح، وصح عنه أنه قال: إنكم تصالحون الروم صلحا آمنا ثم تقاتلون أنتم وهم عدوا من ورائكم فهذا معناه الاستعانة بهم على قتال العدو الذي من وراءنا، والمقصود أن الدفاع عن المسلمين وعن بلادهم يجوز أن يكون ذلك بقوة مسلمة، وبمساعدة من نصارى أو غيرهم عن طريق السلاح، وعن طريق الجيش الذي يعين المسلمين على صد العدوان عنهم، وعلى حماية بلادهم من شر أعدائهم ومكائدهم، والله جل وعلا يقول في كتابه العظيم: { يَا أَيُّهَا الَّذِينَ آمَنُوا خُذُوا حِذْرَكُمْ } فأمرنا بأخذ الحذر من أعدائنا، وقال عز وجل: { مَا اسْتَطَعْتُمْ مِنْ قُوَّةٍ}، وهكذا من يعتدي علينا ولو كان مسلمًا أو ينتسب إلى الإسلام، فإذا خشي المسلمون عدوانه جاز لهم أيضا أن يستعينوا بمن يستطيعون الاستعانة به لصد عدوان الكافر ولصد عدوان المعتدي وظلمه عن بلاد المسلمين وعن حرماتهم، والواجب على المسلمين التكاتف والتعاون على البر والتقوى ضد أعدائهم، وإذا احتاجوا فيما بينهم لمن يساعدهم على عدوهم أو على من يريد الكيد لهم والعدوان عليهم ممن ينتسب للإسلام فإن لهم أن يستعينوا بمن يعينهم على صد العدوان وحماية أوطان المسلمين وبلادهم كما تقدم».

### رئاسة دار الحديث
أنشئت دار الحديث الخيرية في عام 1352 هـ، وكانت فكرة إنشائها قائمة على الرغبة في النهوض بعلوم الحديث، لذا فكر جماعة من علماء الحديث برئاسة عبد الظاهر أبو السمح إمام المسجد الحرام آنذاك، في إنشاء دار الحديث الشريف وعلومه، فعرض الفكرة على الملك عبد العزيز الذي وافق على إنشائها، وفي عام 1390 هـ ضم دار الحديث للجامعة الإسلامية، وبذلك أصبح عبد العزيز بن باز رئيسًا للمجلس الأعلى للدار، والذي واصل عمل أسلافه في تخريج طلاب العلوم الشرعية، وبالأخص الطلاب القادمين من أفريقيا وآسيا، وأمر في فترة رئاسته للدار بقبول خريجي دار الحديث في الجامعة الإسلامية بالمدينة المنورة من دون إجراء اختبار قبول لهم، ثم أضاف للدار وظيفة جديدة حيث أمر أن تقوم الدار بتوزيع الصدقات على الفقراء والمساكين من رجال ونساء، وكانت الدار تعتمد على نفقات المحسنين، وقبل عشرة أعوام من وفاته، قام ابن باز بجمع خمسة عشر مليون ريال من المحسنين تكلفت مباني قاعات الدراسة، والإدارة وسكن الطلاب، وأقيمت المباني في شارع أجياد لدار الحديث، ولما انتهت المباني أصبحت الدار مكتفية ماليًا لتيسير أمورها، ولما حصل ابن باز على جائزة الملك فيصل العالمية لخدمة الإسلام، ألقى كلمة في حفل الجائزة، وذكر فيها دار الحديث ونوه بدورها، وأعلن تبرعه بالجائزة التي فاز بها لدار الحديث الخيرية بمكة المكرمة، وكان مقدار الجائزة ثلاثمئة ألف ريال سعودي.

الشيخ ابن باز مع الملك سلمان يوم كان أميرًا للرياض

### نور على الدرب
نور على الدرب، هو برنامج يومي يجيب فيه عدد كبير من العلماء وأهل الفتوى على أسئلة المستمعين، يبث البرنامج على إذاعة القرآن الكريم من الرياض المملكة العربية السعودية، مكث عبد العزيز بن باز في برنامج نور على الدرب أكثر من 30 عامًا، وكان يبث البرنامج بعد صلاة العشاء من ليلة السبت أسبوعيًا، وقد بلغ مجموع فتاوى ابن باز في البرنامج 11.308 فتاوى، وقد جمعت هذه الفتاوى في أكثر من كتاب وإصدار، ومنها كتاب فتاوى نور على الدرب للإمام عبد العزيز بن عبد الله بن باز تحقيق عبد الله بن محمد الطيار ومحمد بن موسى بن عبد الله الموسى، وكتاب فتاوى نور على الدرب لابن باز بعناية الشويعر. وكان الشيخ يفتي بحرمة التصوير الشمسي (الفوتوغرافي) وينهى عن نشر صوره.

## مراسلة الحكام والرؤساء

### رسالته لحافظ الأسد
أرسل ابن باز برقية باسمه عن المجلس الأعلى للجامعة الإسلامية في المدينة المنورة، موجهه لحافظ الأسد الرئيس السوري الراحل، ونشرتها مجلة الاعتصام المصرية في يناير 1980، قال فيها ابن باز:
| ابن باز | لقد هال المجلس الأعلى للجامعة الإسلامية المنعقد بالمدينة المنورة، والذي يحضره ممثلون من علماء المسلمين وقادة الفكر في العالم الإسلامي ما جرى ويجري في سوريا المسلمة، من إعدام وتعذيب وتنكيل بالمسلمين الذين يطالبون بتحكيم شريعة الله في المجتمع، وذلك تحت ستار حادثة حلب، التي نقلت وكالات الأنباء والصحف العربية والعالمية أنها تمّت بين أجنحة الحزب الداخلية، بسبب ما تشعر به أكثرية المواطنين من عنت وإرهاق وإهدار للقيم في كل الميادين. على صعيد الممارسات اليومية، ونتيجة الاختلاف في نوع الانتماء والولاء الطائفي. والمفروض أن يقضى على الأسباب الجذرية للفتنة، لا أن يسار في تعميق تلك الأسباب. كما أن الواجب أن يشجع الشباب المخلصون لدينهم ولأمتهم، ويوقف ما يتخذ ضدهم وضد أسرهم من إجراءات منكرة، تفويتاً لفرصة الكيد اليهودي، وضمانًا لوحدة الصف، والإفادة من كل الطاقات الخيرة في معركة المصير مع العدو المتربص، وحرصاً على أن تؤدي سورية المسلمة المعروفة بأصالتها دورها كاملًا غير منقوص في جهاد أعداء الإسلام. وقد بات هذا الأمر آكد وآكد بعد ما ارتكبته العصابات اليهودية الحاقدة وأعوانها صباح مساء في جنوب لبنان، لأغراض معروفة. إن المجلس الأعلى للجامعة الإسلامية يأسف أشد الأسف لما يجري في هذا البلد الغالي من سفك دماء الذين ينشدون ما هو واجب على كل حكومة تؤمن بالله ورسوله، من تحكيم شرع الله تعالى، والعودة إلى ما كانت به عزيزة قوية مرهوبة الجانب، حين قامت للدنيا أسمى حضارة عرفها الإنسان. ويستغرب المجلس الأعلى أشد الاستغراب أن تكون هذه الدعوة في بلد إسلامي عريق جرمًا يستوجب أهله الاعتقال والإيذاء والقتل، دون أن يسمح للمتهم بأدنى قدر من الحرية لجلاء الحقيقة. وإننا لنهيب بكم وبكل المسؤولين في كل البلاد العربية والإسلامية أن يجمعوا الصفوف على كلمة الله، وتطبيق شريعته، ويعدوا العدة، ويوحدوا القوى، في ظلال العقيدة الإسلامية، وحب الجهاد والاستشهاد، فذلك طريق النصر والفلاح. والله غالب على أمره ولكن أكثر الناس لا يعلمون. | ابن باز |

### رسالته لجمال عبد الناصر
لما أعدم جمال عبد الناصر سيد قطب منظّر الإخوان المسلمين في مصر، وذلك يوم 29 أغسطس 1966، وجه ابن باز رسالة إلى عبد الناصر قال فيها:
| ابن باز | من عبد العزيز بن عبد الله بن باز إلى الرئيس جمال عبد الناصر، السلام على من اتبع الهدى. يقول الله عز وجل: ﴿وَمَنْ يَقْتُلْ مُؤْمِنًا مُتَعَمِّدًا فَجَزَاؤُهُ جَهَنَّمُ خَالِدًا فِيهَا وَغَضِبَ اللَّهُ عَلَيْهِ وَلَعَنَهُ وَأَعَدَّ لَهُ عَذَابًا عَظِيمًا ۝٩٣﴾ [النساء:93]. والسلام. | ابن باز |

### رسالته للحبيب بورقيبة
كان الرئيس التونسي الحبيب بورقيبة قد ألقى كلمة في إحدى المناسبات، حول الثقافة الذاتية والوعي القومي، تضمن الطعن في القرآن الكريم والقول بأنه متناقض، فأرسل ابن باز رسالة:
| ابن باز | نشرت صحيفة الشهاب بعدد 23 ربيع الأول سنة 1394 هـ، حديثًا نسب إليكم غاية في الخطورة، يتضمن الطعن في القرآن الكريم بالتناقض، والاشتمال على الخرافات، والطعن في مقام الرسالة المحمدية العظيم، وقد أزعج ذلك المسلمين واستنكروه غاية الاستنكار، فإن كان ذلك صدر منكم فالواجب شرعا المبادرة إلى التوبة النصوح منه، وإعلانها بطرق الإعلان الرسمية، وإلا وجب إعلان بيان رسمي صريح بتكذيبه، واعتقاد خلافه كي يطمئن المسلمون، وتهدأ ثائرتهم، من هذه التصريحات الخطيرة، ونسأل الله تعالى أن يوفق الجميع لما فيه الخير والصلاح في الدنيا والآخرة، وللتوبة من جميع الآثام، سرها وجهرها، وأن يعز الإسلام وأهله وأوطانه إنه سميع مجيب. | ابن باز |

## دروسه
كان الشيخ يمكث بعد صلاة الفجر بالمسجد ليقرأ أوراد الصلاة وأذكار الصباح؛ فإذا انتهى من ذلك قام على كرسي الدرس متجها للقبلة والتلاميذ حوله عن اليمين والشمال، ثم يبدأ الشيخ بمخاطبة تلاميذه إما بـ«نعم» أو «سم» إشارةً منه للبدء؛ فيُشرع القارئ بعد حمد الله بالقراءة، ويبدأ الشيخ بتعليقاته وشرحه للكتاب المقروء، ويتخللها بعض الأسئلة الشفهية من قبل الطلبة؛ فيُجيب عليها الشيخ، أما دروس المساء المقامة في مسجد الأميرة سارة؛ فتبدأ بعد صلاة المغرب، ومن أبرز الكتب التي كان الشيخ يستشهد بها في حديثه كلام ابن القيم في مدارج السالكين، كما ينسب بعض الحوادث لتاريخ ابن بشر، كما سأل مرةً عن كتاب المفهم بشرح مسلم القرطبي قائلاً: «هل هو مطبوع؟» فأجابه بعض طلبة العلم بنعم ولكن لم يكمل تحقيقه، كما كان الشيخ يصوب في كتاب «تقريب التهذيب» بعض رموز الكتب الستة وما يقع فيه ابن حجر من الأوهام، وقد يوصي الشيخ بكتابٍ معين كـ«نونية القحطاني» رحمهُ الله، ورسالة في قتل شارب الخمر في المرة الرابعة وهي لأحمد شاكر وهي في المسند 9/41 وقد قال الشيخ بتاريخ 1/ 5/ 1415هـ في بداية قراءة كتاب التوحيد للشيخ محمد بن عبد الوهاب حينما قُرِئَ عليه من أوله وذلك بعد أن ختم عليه من قبل: «ما رأيت وما ألف مثل هذا الكتاب العظيم رحمة الله على مؤلفه»، وقال أيضاً بشأن الكتاب في 2/ 6/ 1416هـ: «إن جميع الأحاديث التي في كتاب التوحيد لابأس بها ولها شواهد وليست ضعيفة ولقد اعتنى بها المؤلف رحمهُ الله»، وقد اثنى الشيخ على سنن النسائي في 4/ 6/ 1417هـ قائلاً: «فقد امتازت سنن النسائي بتراجم الأبواب التي هي شارحة للحديث وكذلك صحيح البخاري»، وقال أيضاً: «النسائي يعتني بطرق الحديث كمسلم وفي التبويب كالبخاري»، وقال عنه أيضاً بتاريخ 19 /11/ 1416هـ: «غالباً أن النسائي يختار شيوخه فهم لابأس بهم وإنما الضعف في أثناء السند»، وكان يُقرأ على الشيخ مجموعة من الكتب كـ«صحيح مسلم بشرح النووي»، و«سنن ابن ماجه» بالسند، و«سنن أبي داوود» بالسند، وسنن الترمذي بالسند، وسنن النسائي، وموطأ الإمام مالك، ومسند الإمام أحمد بن حنبل، و«الفتح الرباني»، و«سنن الدرامي»، و«صحيح ابن حبان»، و«كتاب شرح السنة» للـبغوي، وكتاب «المنتقى من أخبار المصطفى» لأبي البركات عبد السلام بن تيمية، وكتاب «أصول الأحكام» لابن قاسم، وكتاب «نخبة الفكر في مصطلح أهل الأثر» لابن حجر، و«كتاب التوحيد» للشيخ محمد بن عبد الوهاب كما أسلفنا، وكتاب «فتح المجيد في شرح كتاب التوحيد» للشيخ عبد الرحمن بن حسن آل الشيخ، وكتاب «قرة عيون الموحدين» للشيخ عبد الرحمن بن حسن آل الشيخ، والأصول الثلاثة للشيخ محمد بن عبد الوهاب، وكتاب «كشف الشبهات» للشيخ محمد بن عبد الوهاب، وكتاب «العقيدة الواسطية» لابن تيمية، والجزء الخامس من فتاواه، وكتاب «الدرر السنية في الأجوبة النجدية»، وكتاب «التوحيد» لابن خزيمة ويعتبر هذا الكتاب آخر كتاب كلف التلاميذ بإحضاره والقراءة فيه في درس مساء الأحد الموافق 24/ 8/ 1419هـ، والذي توفي الشيخ ولم يكمله، ومن كتب الفقه التي كنت تُقرأ عليه «منار السبيل في شرح الدليل» لإبراهيم الضويان، و«متن الرحبية في الفرائض»، وكتابه المسمى «الفوائد الجليلة في المباحث الفرضية»، وكتاب «الروض المربع»، وزاد المعاد لابن القيم، و«الاستقامة» لابن تيمية، وإغاثة اللهفان، و«مفتاح السعادة» لابن القيم، والبداية والنهاية لابن كثير، ورسالة الأمر بالمعروف والنهي عن المنكر لابن تيمية، وقد كانت دروسه تنقسم إلى ثلاثة أقسام:
- القسم الأول: الخاص بطلبة العلم ومن أتى غيرهم للانتفاع، وكان هذا القسم ينقسم إلى فترتين صباحية ومسائية، أما الصباحية: فهي فجر يوم الأحد والأثنين والأربعاء والخميس، والدروس المسائية: وهي من مغرب يوم الأحد ليلة الأثنين.
- القسم الثاني: يبدأ بعد صلاة الجمعة في منزل الشيخ حيث كان يقرأ فيها عدة كتب.
- القسم الثالث: وهي الدروس المقامة في مسجد اليحيى المجاور لمنزله، ووقتها يبدأ من بعد صلاة العصر وبين الآذان والإقامة من صلاة العشاء، وهناك أوقات تتوقف فيها الدروس كشهر رمضان، وأيام الحج، وفي أيام الصيف لتواجد الشيخ في مدينة الطائف.[26]

## تلاميذه
- محمد بن صالح العثيمين عضو هيئة كبار العلماء، قرأ عليه في المعهد العلمي وفي بعض الدروس الخاصة بمدينة الرياض.
- صالح اللحيدان عضو هيئة كبار العلماء.
- عبد الله بن عبد الرحمن الغديان عضو هيئة كبار العلماء.
- بكر أبو زيد عضو هيئة كبار العلماء.
- عبد الله بن قعود عضو هيئة كبار العلماء.
- عبد الرحمن البراك من علماء المملكة العربية السعودية.
- إسماعيل بن سعد العتيق العالم المؤرِّخ الرحَّالة.
- أبو بكر جابر الجزائري من علماء الجزائر والمدرس بالمسجد النبوي الشريف.
- عبد العزيز الراجحي من علماء المملكة العربية السعودية.
- سعد بن عبد الله الحميِّد المحدِّث المحقق.
- عبد العزيز الطريفي من علماء المملكة العربية السعودية.
- سعود الشريم إمام وخطيب المسجد الحرام.
- محمد صالح المنجد عالم سوري ومؤسس موقع الإسلام سؤال وجواب.
- عبد المحسن العَبَّاد رئيس الجامعة الإسلامية في المدينة المنورة سابقًا.
- سعد الشثري عضو هيئة كبار العلماء.
- عبد المحسن القاسم إمام وخطيب بالمسجد النبوي.
- وغيرهم.[27][28][29][30][31][32]

## مؤلفاته
ترك ابن باز أكثر من 41 مؤلفًا، اشتملت على مسائل الفتاوى والفقه والعقيدة، أبرزها:
| - فتاوى نور على الدرب لابن باز بعناية الشويعر. - الدروس المهمة لعامة الأمة. - العقيدة الصحيحة وما يضادها ونواقض الإسلام. - إقامة البراهين على حكم من استغاث بغير الله أو صدق الكهنة والعرافين. - حكم السحر والكهانة وما يتعلق بها. - فتاوى مهمة لعموم الأمة. - دروس للشيخ عبد العزيز بن باز. - فتاوى نور على الدرب لابن باز بعناية الطيار. - رسالة في حكم السحر والكهانة مع بعض الفتاوى المهمة. - العقيدة الصحيحة وما يضادها. - الغزو الفكري ووسائله. - منهج أهل السنة والجماعة في السمع والطاعة. - حكم الإسلام فيمن زعم أن القرآن متناقض. - أصول الإيمان لابن باز. | - شرح ثلاثة الأصول لابن باز. - الإفهام في شرح عمدة الأحكام. - مسائل الإمام ابن باز. - مجموع فتاوى ابن باز. - الدعوة إلى الله وأخلاق الدعاة. - بيان التوحيد الذي بعث الله به الرسل جميعا وبعث به خاتمهم محمدا عليه السلام. - نواقض الإسلام. - وجوب تحكيم شرع الله ونبذ ما خالفه. - وجوب العمل بسنة الرسول صلى الله عليه وسلم وكفر من أنكرها. - الإمام محمد بن عبد الوهاب دعوته وسيرته. - التحذير من البدع. - التحاكم إلى الكتاب والسنة في حفظ الأمن وحماية الأرواح. - فتاوى عاجلة لمنسوبي الصحة. - فتاوى مهمة تتعلق بالحج والعمرة. | - كيفية صلاة النبي صلى الله عليه وسلم. - التحقيق والإيضاح لكثير من مسائل الحج والعمرة والزيارة على ضوء الكتاب. - الفوائد الجلية في المباحث الفرضية. - أحكام صلاة المريض. - تحفة الإخوان بأجوبة مهمة تتعلق بأركان الإسلام. - ثلاث رسائل في الصلاة. - حكم شرب الدخان وإمامة من يتجاهر به. - رسالتان في الصلاة. - فتاوى تتعلق بأحكام الحج والعمرة والزيارة. - تحفة الأخيار ببيان جملة نافعة مما ورد في الكتاب والسنة من الأدعية والأذكار. - التبرج وخطر مشاركة المرأة للرجل في ميدان عمله. - نقد القومية العربية على ضوء الإسلام والواقع. - شرح رسالة محمد بن عبد الوهاب في شروط الصلاة وأركانها وواجباتها. |

## عقيدته

كتاب ثلاث رسائل في الصلاة لابن باز، والتي نشرها رئاسة إدارات البحوث العلمية والإفتاء والدعوة والإرشاد سنة 1401 هـ الموافق 1981م.

يعد ابن باز أحد كبار أئمة أهل السنة والجماعة في عصره، وتتمثل عقيدته فيما اعتقده السلف الصالح من تتبع السنن والبعد عن أهل البدع والتحريف، وقد بيَّن ابن باز عقيدته السلفية في كثير من كتبه ومؤلفاته، وجاء في كتابه «مجموع فتاوى ومقالات متنوعة» تحت عنوان: العقيدة التي أدين الله بها: «عقيدتي التي أدين الله بها هي الإيمان بأن الله هو الإله المستحق للعبادة، وأنه فوق العرش قد استوى عليه، استواء يليق بجلالته وعظمته بلا كيف، وأؤمن بأنه سبحانه له الأسماء الحسنى والصفات العلى، من غير تحريف ولا تعطيل، ولا تكييف ولا تمثيل، وهي توقيفية لا يجوز إثبات شيء منها إلا بنص من القرآن أو من السنة الصحيحة، وأؤمن بأن القرآن كلامه عز وجل وليس مخلوقا، وأؤمن بكل ما أخبر الله به ورسوله من الجنة والنار والحساب والجزاء».
أما فيما يخص بعلاقة المسلم بولي الأمر، فيرى ابن باز طاعة ولاة الأمر واجبة، ويرى أن الطاعة إنما تكون في المعروف، ويرى أن الصبر على جور الأئمة وظلمهم أصل من الأصول المهمة التي جاءت بها الشريعة الإسلامية، ويرى أن ضياع هذا الأصل هو سبب الفتن والمحن، ومنهجه في التعامل مع ولاة الأمر هو نصحهم سرًا فيما صدر منهم من منكرات، والأخذ بيدهم إلى الحق وتبصيرهم، مع التحذير العام للمنكر دون تخصيص أو تشهير بالأسماء، لأن في ذلك تأليبا للعامة، ويرى أن النصح علنًا ليس من منهج السلف، لأنه يفضي إلى الفوضى وعدم السمع والطاعة في المعروف، ويرى الدعاء لولاة الأمر بالتوفيق والسداد، والإكثار منه.
ويرى ابن باز أن الطائفين بالقبور بقصد عبادة الله كما يُطاف بالكعبة أن ذلك لا يجوز ويرى أن هذا يعتبر مبتدعًا لا كافرًا، أما من طاف بها قاصدا التقرب إلى أصحابها فذلك يكفر،  ويرى أنه لا إيمان لمن اعتقد أن أحكام الناس وآراءهم خير من حكم الله ورسوله أو مماثلة أو تشابهه، أو أجاز أن يحل محلها الأحكام الوضعية والأنظمة البشرية، وإن كان معتقدًا بأن أحكام الله خير وأكمل وأعدل، ويرى أن الاحتفال بمولد النبي وليلة الإسراء والمعراج لا يجوز.

## صفاته وهيئته

الشيخ ابن باز مع الملك فهد وبينهما الملك سلمان يوم كان أميرًا للرياض

### صفته الشكلية
كان ابن باز معتدل البنية، ليس بالطويل البائن، ولا القصير جدًا، مستدير الوجه حنطي اللون، أقنى الأنف، لحيته قليله على العارضين، كثة تحت الذقن، وكان عريض الصدر، بعيد ما بين المنكبين، ويمتاز بالتوسط في جسمه، فهو ليس بضخم الكفين ولا القدمين.

### هيئته الخارجية
أما هيئته الخارجية ولباسه، فكان ابن باز حسن الهيئة لا يتكلف في ملبسه أبدًا، ويحرص دائمًا على لبس البياض في ثيابه، ويحب ارتداء الثياب الواسعة والفضفاضة، وثيابه كانت تصل إلى أنصاف ساقيه، ويزين ثيابه بمشلح وعباءة عودية اللون.

## أبناؤه
لابن باز ثمانية أولاد، أربعة من الذكور، وأربعة من الإناث.
أكبر أبنائه عبد الله وبه يُكنى، ثم عبد الرحمن، وكلاهما يعملان في التجارة، والثالث أحمد وهو معيد في كلية الشريعة بجامعة الإمام محمد بن سعود، وكان مرافقًا لوالده في السفر والحَضَر، والرابع خالد. وقد سُئِلَ ابن باز عن أحبِّ أبنائه فقال: «كلهم بمنزلة سواء عندي، لا أقدم أحدًا على أحد».

## وفاته
في أواخر عام 1419 هـ أخذت حالة ابن باز الصحية في التدهور، حيث كان يعاني من آلام في المريء والقلب، ما استوجب عليه أن يترك حج عام 1419 هـ الذي كان عازمًا على أدائه، ووجه بأن يقوم نائبه عبد العزيز بن عبد الله آل الشيخ مقامه بالحج، وكان يقول: «الله المستعان سبعة وأربعون سنة متتابعة لم أترك الحج»،  وفي أواخر شهر ذي الحجة أقام ابن باز في الطائف، وازداد عليه الألم، واستمر على ذلك حتى توفي في فجر يوم الخميس 27 المحرم 1420هـ الموافق 13 مايو 1999م عن عمر ناهز 89 عامًا، في مستشفى الملك فيصل بالطائف، ثم نقل إلى مستشفى القوات المسلحة في الهدا، وصلي عليه بعد صلاة الجمعة يوم 28 محرم 1420هـ الموافق 14 مايو 1999م في المسجد الحرام، حضر الصلاة عليه خادم الحرمين الشريفين الملك فهد بن عبد العزيز آل سعود وولي العهد آنذاك عبد الله بن عبد العزيز آل سعود، والنائب الثاني سلطان بن عبد العزيز آل سعود، ثم دفن في مقبرة العدل في مكة المكرمة،  وقد صدر أمر ملكي بإقامة صلاة الغائب على الشيخ عبد العزيز بن باز في جميع مساجد المملكة العربية السعودية بعد صلاة الجمعة.

## وصلات خارجية
- الموقع الرسمي للشيخ عبد العزيز بن باز
- جنازة الشيخ عبد العزيز بن باز على يوتيوب
- أيام مع سماحة الوالد الشيخ عبد العزيز بن باز
- الشيخ عبد العزيز بن باز 1/2
- الشيخ عبد العزيز بن باز 2/2